# Tournoi de tennis de Saint-Pétersbourg
Le tournoi de tennis de Saint-Pétersbourg est un tournoi de tennis féminin du circuit professionnel WTA et masculin du circuit professionnel ATP.
Le tournoi masculin se déroule chaque année depuis 1995. En 2014, l'ATP le remplace par l'Open de Tel Aviv, mais ce dernier est annulé pour des raisons de sécurité. Le tournoi revient de fait en 2015 à Saint-Pétersbourg. Auparavant joué sur des courts intérieurs en moquette (de 1995 à 1999 et de 2004 à 2007), les joueurs s'affrontent désormais sur dur. Le tournoi est classé parmi les ATP World Tour 250 et voit 28 joueurs s'affronter dans le tableau en simple. Marat Safin, Thomas Johansson et Andy Murray ont tous les trois remporté deux fois le tournoi en simple. En double, seul Nenad Zimonjić a remporté 3 fois le tournoi.
En octobre 2020, l'ATP décide exceptionnellement de faire passer le tournoi en catégorie ATP World Tour 500 à cause de la pandémie de Covid-19 qui a bouleversé le calendrier de la saison.
Le tournoi féminin est quant à lui créé en 2016 en remplacement du tournoi d'Anvers. Il se déroule dans la foulée de l'Open d'Australie et est catégorisé Premier.
En raison de l'invasion de l'Ukraine par la Russie en février 2022, les instances du tennis mondial décident le 1er mars d'annuler tous les tournois sur le territoire russe jusqu'à nouvel ordre.

## Palmarès dames

### Simple
| No | Date       | Nom et lieu du tournoi                          | Catégorie | Dotation    | Surface    | Vainqueure          | Finaliste           | Score          |         |
| -- | ---------- | ----------------------------------------------- | --------- | ----------- | ---------- | ------------------- | ------------------- | -------------- | ------- |
| 1  | 08-02-2016 | St. Petersburg Ladies Trophy, Saint-Pétersbourg | Premier   | 687 900 $   | Dur (int.) | Roberta Vinci       | Belinda Bencic      | 6-4, 6-3       | Tableau |
| 2  | 30-01-2017 | St. Petersburg Ladies Trophy, Saint-Pétersbourg | Premier   | 710 900 $   | Dur (int.) | Kristina Mladenovic | Yulia Putintseva    | 6-2, 63-7, 6-4 | Tableau |
| 3  | 29-01-2018 | St. Petersburg Ladies Trophy, Saint-Pétersbourg | Premier   | 733 900 $   | Dur (int.) | Petra Kvitová       | Kristina Mladenovic | 6-1, 6-2       | Tableau |
| 4  | 28-01-2019 | St. Petersburg Ladies Trophy, Saint-Pétersbourg | Premier   | 757 900 $   | Dur (int.) | Kiki Bertens        | Donna Vekić         | 7-62, 6-4      | Tableau |
| 5  | 10-02-2020 | St. Petersburg Ladies Trophy, Saint-Pétersbourg | Premier   | 782 900 $   | Dur (int.) | Kiki Bertens        | Elena Rybakina      | 6-1, 6-3       | Tableau |
| 6  | 15-03-2021 | St. Petersburg Ladies Trophy, Saint-Pétersbourg | WTA 500   | 565 530 $   | Dur (int.) | Daria Kasatkina     | Margarita Gasparyan | 6-3, 2-1 ab.   | Tableau |
| 7  | 07-02-2022 | St. Petersburg Ladies Trophy, Saint-Pétersbourg | WTA 500   | 703 580 $ $ | Dur (int.) | Anett Kontaveit     | María Sákkari       | 5-7, 7-64, 7-5 | Tableau |

### Double
| No | Date       | Nom et lieu du tournoi                         | Catégorie | Dotation    | Surface    | Vainqueures                            | Finalistes                           | Score             |         |
| -- | ---------- | ---------------------------------------------- | --------- | ----------- | ---------- | -------------------------------------- | ------------------------------------ | ----------------- | ------- |
| 1  | 08-02-2016 | St. Petersburg Ladies Trophy Saint-Pétersbourg | Premier   | 687 900 $   | Dur (int.) | Martina Hingis Sania Mirza             | Vera Dushevina Barbora Krejčíková    | 6-3, 6-1          | Tableau |
| 2  | 30-01-2017 | St. Petersburg Ladies Trophy Saint-Pétersbourg | Premier   | 710 900 $   | Dur (int.) | Jeļena Ostapenko Alicja Rosolska       | Darija Jurak Xenia Knoll             | 3-6, 6-2, [10-5]  | Tableau |
| 3  | 29-01-2018 | St. Petersburg Ladies Trophy Saint-Pétersbourg | Premier   | 733 900 $   | Dur (int.) | Timea Bacsinszky Vera Zvonareva        | Alla Kudryavtseva Katarina Srebotnik | 2-6, 6-1, [10-3]  | Tableau |
| 4  | 28-01-2019 | St. Petersburg Ladies Trophy Saint-Pétersbourg | Premier   | 757 900 $   | Dur (int.) | Margarita Gasparyan Ekaterina Makarova | Anna Kalinskaya Viktória Kužmová     | 7-5, 7-5          | Tableau |
| 5  | 10-02-2020 | St. Petersburg Ladies Trophy Saint-Pétersbourg | Premier   | 782 900 $   | Dur (int.) | Shuko Aoyama Ena Shibahara             | Kaitlyn Christian Alexa Guarachi     | 4-6, 6-0, [10-3]  | Tableau |
| 6  | 15-03-2021 | St. Petersburg Ladies Trophy Saint-Pétersbourg | WTA 500   | 565 530 $   | Dur (int.) | Nadiia Kichenok Raluca Olaru           | Kaitlyn Christian Sabrina Santamaria | 2-6, 6-3, [10-8]  | Tableau |
| 7  | 07-02-2022 | St. Petersburg Ladies Trophy Saint-Pétersbourg | WTA 500   | 703 580 $ $ | Dur (int.) | Anna Kalinskaya Catherine McNally      | Alicja Rosolska Erin Routliffe       | 6-3, 65-7, [10-4] | Tableau |

## Palmarès messieurs

### Simple
| No | Date       | Nom et lieu du tournoi                 | Catégorie      | Dotation       | Surface         | Vainqueur           | Finaliste              | Score           |                |
| -- | ---------- | -------------------------------------- | -------------- | -------------- | --------------- | ------------------- | ---------------------- | --------------- | -------------- |
| 1  | 13-03-1995 | St. Petersburg Open, Saint-Pétersbourg | World Series   | 300 000 $      | Moquette (int.) | Ievgueni Kafelnikov | Guillaume Raoux        | 6-2, 6-2        |                |
| 2  | 18-03-1996 | St. Petersburg Open, Saint-Pétersbourg | World Series   | 300 000 $      | Moquette (int.) | Magnus Gustafsson   | Ievgueni Kafelnikov    | 6-2, 7-64       |                |
| 3  | 17-03-1997 | St. Petersburg Open, Saint-Pétersbourg | World Series   | 300 000 $      | Moquette (int.) | Thomas Johansson    | Renzo Furlan           | 6-3, 6-4        |                |
| 4  | 09-02-1998 | St. Petersburg Open, Saint-Pétersbourg | Int' Series    | 315 000 $      | Moquette (int.) | Richard Krajicek    | Marc Rosset            | 6-4, 7-65       |                |
| 5  | 08-02-1999 | St. Petersburg Open, Saint-Pétersbourg | Int' Series    | 325 000 $      | Moquette (int.) | Marc Rosset         | David Prinosil         | 6-3, 6-4        |                |
| 6  | 06-11-2000 | St. Petersburg Open, Saint-Pétersbourg | Int' Series    | 775 000 $      | Dur (int.)      | Marat Safin         | Dominik Hrbatý         | 2-6, 6-4, 6-4   | Tableau        |
| 7  | 22-10-2001 | St. Petersburg Open, Saint-Pétersbourg | Int' Series    | 775 000 $      | Dur (int.)      | Marat Safin         | Rainer Schüttler       | 3-6, 6-3, 6-3   | Tableau        |
| 8  | 21-10-2002 | St. Petersburg Open, Saint-Pétersbourg | Int' Series    | 975 000 $      | Dur (int.)      | Sébastien Grosjean  | Mikhail Youzhny        | 7-5, 6-4        | Tableau        |
| 9  | 20-10-2003 | St. Petersburg Open, Saint-Pétersbourg | Int' Series    | 975 000 $      | Dur (int.)      | Gustavo Kuerten     | Sargis Sargsian        | 6-4, 6-3        | Tableau        |
| 10 | 25-10-2004 | St. Petersburg Open, Saint-Pétersbourg | Int' Series    | 975 000 $      | Dur (int.)      | Mikhail Youzhny     | Karol Beck             | 6-2, 6-2        | Tableau        |
| 11 | 24-10-2005 | St. Petersburg Open, Saint-Pétersbourg | Int' Series    | 975 000 $      | Dur (int.)      | Thomas Johansson    | Nicolas Kiefer         | 6-4, 6-2        | Tableau        |
| 12 | 23-10-2006 | St. Petersburg Open, Saint-Pétersbourg | Int' Series    | 975 000 $      | Moquette (int.) | Mario Ančić         | Thomas Johansson       | 7-5, 7-62       | Tableau        |
| 13 | 22-10-2007 | St. Petersburg Open, Saint-Pétersbourg | Int' Series    | 975 000 $      | Moquette (int.) | Andy Murray         | Fernando Verdasco      | 6-2, 6-3        | Tableau        |
| 14 | 20-10-2008 | St. Petersburg Open, Saint-Pétersbourg | Int' Series    | 1 024 000 $    | Dur (int.)      | Andy Murray         | Andrey Golubev         | 6-1, 6-1        | Tableau        |
| 15 | 26-10-2009 | St. Petersburg Open, Saint-Pétersbourg | ATP 250        | 663 750 $      | Dur (int.)      | Serhiy Stakhovsky   | Horacio Zeballos       | 2-6, 7-68, 7-67 | Tableau        |
| 16 | 25-10-2010 | St. Petersburg Open, Saint-Pétersbourg | ATP 250        | 663 750 $      | Dur (int.)      | Mikhail Kukushkin   | Mikhail Youzhny        | 6-3, 7-62       | Tableau        |
| 17 | 24-10-2011 | St. Petersburg Open, Saint-Pétersbourg | ATP 250        | 663 750 $      | Dur (int.)      | Marin Čilić         | Janko Tipsarević       | 6-3, 3-6, 6-2   | Tableau        |
| 18 | 17-09-2012 | St. Petersburg Open, Saint-Pétersbourg | ATP 250        | 410 850 $      | Dur (int.)      | Martin Kližan       | Fabio Fognini          | 6-2, 6-3        | Tableau        |
| 19 | 16-09-2013 | St. Petersburg Open, Saint-Pétersbourg | ATP 250        | 455 775 $      | Dur (int.)      | Ernests Gulbis      | Guillermo García-López | 3-6, 6-4, 6-0   | Tableau        |
|    | 2014       | Pas de tournoi                         | Pas de tournoi | Pas de tournoi | Pas de tournoi  | Pas de tournoi      | Pas de tournoi         | Pas de tournoi  | Pas de tournoi |
| 20 | 21-09-2015 | St. Petersburg Open, Saint-Pétersbourg | ATP 250        | 1 030 000 $    | Dur (int.)      | Milos Raonic        | João Sousa             | 6-3, 3-6, 6-3   | Tableau        |
| 21 | 19-09-2016 | St. Petersburg Open, Saint-Pétersbourg | ATP 250        | 923 550 $      | Dur (int.)      | Alexander Zverev    | Stanislas Wawrinka     | 6-2, 3-6, 7-5   | Tableau        |
| 22 | 18-09-2017 | St. Petersburg Open, Saint-Pétersbourg | ATP 250        | 1 000 000 $    | Dur (int.)      | Damir Džumhur       | Fabio Fognini          | 3-6, 6-4, 6-2   | Tableau        |
| 23 | 17-09-2018 | St. Petersburg Open, Saint-Pétersbourg | ATP 250        | 1 175 190 $    | Dur (int.)      | Dominic Thiem       | Martin Kližan          | 6-3, 6-1        | Tableau        |
| 24 | 16-09-2019 | St. Petersburg Open, Saint-Pétersbourg | ATP 250        | 1 180 000 $    | Dur (int.)      | Daniil Medvedev     | Borna Ćorić            | 6-3, 6-1        | Tableau        |
| 25 | 12-10-2020 | St. Petersburg Open, Saint-Pétersbourg | ATP 500        | 1 243 790 $    | Dur (int.)      | Andrey Rublev       | Borna Ćorić            | 7-65, 6-4       | Tableau        |
| 26 | 25-10-2021 | St. Petersburg Open, Saint-Pétersbourg | ATP 250        | 863 705 $      | Dur (int.)      | Marin Čilić         | Taylor Fritz           | 7-63, 4-6, 6-4  | Tableau        |

### Double
| No | Date       | Nom et lieu du tournoi                 | Catégorie      | Dotation       | Surface         | Vainqueurs                           | Finalistes                          | Score             |                |
| -- | ---------- | -------------------------------------- | -------------- | -------------- | --------------- | ------------------------------------ | ----------------------------------- | ----------------- | -------------- |
| 1  | 13-03-1995 | St. Petersburg Open, Saint-Pétersbourg | World Series   | 300 000 $      | Moquette (int.) | Martin Damm Anders Järryd            | Jakob Hlasek Ievgueni Kafelnikov    | 6-4, 6-2          |                |
| 2  | 18-03-1996 | St. Petersburg Open, Saint-Pétersbourg | World Series   | 300 000 $      | Moquette (int.) | Ievgueni Kafelnikov Andreï Olhovskiy | Nicklas Kulti Peter Nyborg          | 6-3, 6-4          |                |
| 3  | 17-03-1997 | St. Petersburg Open, Saint-Pétersbourg | World Series   | 300 000 $      | Moquette (int.) | Andreï Olhovskiy Brett Steven        | David Prinosil Daniel Vacek         | 6-4, 6-3          |                |
| 4  | 09-02-1998 | St. Petersburg Open, Saint-Pétersbourg | Int' Series    | 315 000 $      | Moquette (int.) | Nicklas Kulti Mikael Tillström       | Marius Barnard Brent Haygarth       | 3-6, 6-3, 7-6     |                |
| 5  | 08-02-1999 | St. Petersburg Open, Saint-Pétersbourg | Int' Series    | 325 000 $      | Moquette (int.) | Jeff Tarango Daniel Vacek            | Menno Oosting Andrei Pavel          | 3-6, 6-3, 7-5     |                |
| 6  | 06-11-2000 | St. Petersburg Open, Saint-Pétersbourg | Int' Series    | 775 000 $      | Dur (int.)      | Daniel Nestor Kevin Ullyett          | Thomas Shimada Myles Wakefield      | 7-65, 7-5         | Tableau        |
| 7  | 22-10-2001 | St. Petersburg Open, Saint-Pétersbourg | Int' Series    | 775 000 $      | Dur (int.)      | Denis Golovanov Ievgueni Kafelnikov  | Irakli Labadze Marat Safin          | 7-5, 6-4          | Tableau        |
| 8  | 21-10-2002 | St. Petersburg Open, Saint-Pétersbourg | Int' Series    | 975 000 $      | Dur (int.)      | David Adams Jared Palmer             | Irakli Labadze Marat Safin          | 7-68, 6-3         | Tableau        |
| 9  | 20-10-2003 | St. Petersburg Open, Saint-Pétersbourg | Int' Series    | 975 000 $      | Dur (int.)      | Julian Knowle Nenad Zimonjić         | Michael Kohlmann Rainer Schüttler   | 7-61, 6-3         | Tableau        |
| 10 | 25-10-2004 | St. Petersburg Open, Saint-Pétersbourg | Int' Series    | 975 000 $      | Dur (int.)      | Arnaud Clément Michaël Llodra        | Dominik Hrbatý Jaroslav Levinský    | 6-3, 6-2          | Tableau        |
| 11 | 24-10-2005 | St. Petersburg Open, Saint-Pétersbourg | Int' Series    | 975 000 $      | Dur (int.)      | Julian Knowle Jürgen Melzer          | Jonas Björkman Max Mirnyi           | 4-6, 7-5, 7-5     | Tableau        |
| 12 | 23-10-2006 | St. Petersburg Open, Saint-Pétersbourg | Int' Series    | 975 000 $      | Moquette (int.) | Simon Aspelin Todd Perry             | Julian Knowle Jürgen Melzer         | 6-1, 7-63         | Tableau        |
| 13 | 22-10-2007 | St. Petersburg Open, Saint-Pétersbourg | Int' Series    | 975 000 $      | Moquette (int.) | Daniel Nestor Nenad Zimonjić         | Jürgen Melzer Todd Perry            | 6-1, 7-63         | Tableau        |
| 14 | 20-10-2008 | St. Petersburg Open, Saint-Pétersbourg | Int' Series    | 1 024 000 $    | Dur (int.)      | Travis Parrott Filip Polášek         | Rohan Bopanna Max Mirnyi            | 3-6, 7-64, [10-8] | Tableau        |
| 15 | 26-10-2009 | St. Petersburg Open, Saint-Pétersbourg | ATP 250        | 663 750 $      | Dur (int.)      | Colin Fleming Ken Skupski            | Jérémy Chardy Richard Gasquet       | 2-6, 7-5, [10-4]  | Tableau        |
| 16 | 25-10-2010 | St. Petersburg Open, Saint-Pétersbourg | ATP 250        | 663 750 $      | Dur (int.)      | Daniele Bracciali Potito Starace     | Rohan Bopanna Aisam-Ul-Haq Qureshi  | 7-66, 7-65        | Tableau        |
| 17 | 24-10-2011 | St. Petersburg Open, Saint-Pétersbourg | ATP 250        | 663 750 $      | Dur (int.)      | Colin Fleming Ross Hutchins          | Mikhail Elgin Alexander Kudryavtsev | 6-3, 65-7, [10-8] | Tableau        |
| 18 | 17-09-2012 | St. Petersburg Open, Saint-Pétersbourg | ATP 250        | 410 850 $      | Dur (int.)      | Rajeev Ram Nenad Zimonjić            | Lukáš Lacko Igor Zelenay            | 6-2, 4-6, [10-6]  | Tableau        |
| 19 | 16-09-2013 | St. Petersburg Open, Saint-Pétersbourg | ATP 250        | 455 775 $      | Dur (int.)      | David Marrero Fernando Verdasco      | Dominic Inglot Denis Istomin        | 7-66, 6-3         | Tableau        |
|    | 2014       | Pas de tournoi                         | Pas de tournoi | Pas de tournoi | Pas de tournoi  | Pas de tournoi                       | Pas de tournoi                      | Pas de tournoi    | Pas de tournoi |
| 20 | 21-09-2015 | St. Petersburg Open, Saint-Pétersbourg | ATP 250        | 1 030 000 $    | Dur (int.)      | Treat Conrad Huey Henri Kontinen     | Julian Knowle Alexander Peya        | 7-5, 6-3          | Tableau        |
| 21 | 19-09-2016 | St. Petersburg Open, Saint-Pétersbourg | ATP 250        | 923 550 $      | Dur (int.)      | Dominic Inglot Henri Kontinen        | Andre Begemann Leander Paes         | 4-6, 6-3, [12-10] | Tableau        |
| 22 | 18-09-2017 | St. Petersburg Open, Saint-Pétersbourg | ATP 250        | 1 000 000 $    | Dur (int.)      | Roman Jebavý Matwé Middelkoop        | Julio Peralta Horacio Zeballos      | 6-4, 6-4          | Tableau        |
| 23 | 17-09-2018 | St. Petersburg Open, Saint-Pétersbourg | ATP 250        | 1 175 190 $    | Dur (int.)      | Matteo Berrettini Fabio Fognini      | Roman Jebavý Matwé Middelkoop       | 7-66, 7-64        | Tableau        |
| 24 | 16-09-2019 | St. Petersburg Open, Saint-Pétersbourg | ATP 250        | 1 180 000 $    | Dur (int.)      | Divij Sharan Igor Zelenay            | Matteo Berrettini Simone Bolelli    | 6-3, 3-6, [10-8]  | Tableau        |
| 25 | 12-10-2020 | St. Petersburg Open, Saint-Pétersbourg | ATP 500        | 1 243 790 $    | Dur (int.)      | Jürgen Melzer Édouard Roger-Vasselin | Marcelo Demoliner Matwé Middelkoop  | 6-2, 7-64         | Tableau        |
| 26 | 25-10-2021 | St. Petersburg Open, Saint-Pétersbourg | ATP 250        | 863 705 $      | Dur (int.)      | Jamie Murray Bruno Soares            | Andrey Golubev Hugo Nys             | 6-3, 6-4          | Tableau        |